# Obrazkowe
Obrazkowe (Aridae Takht.) – podklasa roślin wyróżniana w niektórych systemach klasyfikacyjnych w obrębie klasy jednoliściennych. Zgodnie ze współczesną okazało się, że jest to takson parafiletyczny obejmujący wybrane linie rozwojowe jednoliściennych, pomijając równocześnie liczne bliżej spokrewnione. 

## Systematyka
Podklasa wyróżniona w systemie Reveala z lat 1993–1999 oraz w systemie Takhtajana z 1997. Obejmowała:
- Nadrząd: tatarakopodobne (Acoranae Reveal)
  - Rząd: tatarakowce (Acorales Reveal)
    - Rodzina: tatarakowate (Acoraceae Martynov)

- Nadrząd: obrazkopodobne (Aranae Thorne ex Reveal)
  - Rząd: obrazkowce (Arales Dumort.)
    - Rodzina: obrazkowate (Araceae Juss.)
    - Rodzina: rzęsowate (Lemnaceae Bab.)

- Nadrząd: okolnicopodobne Cyclanthanae Thorne ex Reveal
  - Rząd: okolnicowce (Cyclanthales J.H. Schaffn.)
    - Rodzina: okolnicowate (Cyclanthaceae Poit. ex A. Rich.)

- Nadrząd: pandanopodobne (Pandananae Thorne ex Reveal)
  - Rząd: pandanowce (Pandanales Lindl.)
    - Rodzina: pandanowate (Pandanaceae R. Br.)

Według systemu APG III (2009) wymienione rzędy i rodziny umieszczone są różnych miejscach drzewa filogenetycznego jednoliściennych.